# Obsidian (software)
Obsidian es una base de conocimientos personales y una aplicación para tomar notas que opera con archivos Markdown, gestionándolos de forma local con opción de sincronización.Permite a los usuarios crear enlaces internos para las notas y luego visualizar las conexiones como un grafo.  Está diseñada para ayudar a los usuarios a organizar y estructurar sus pensamientos y conocimientos de una manera flexible y no lineal. El software es gratuito para uso personal, con licencias comerciales de pago disponibles. 

## Historia
Obsidian fue fundada por Shida Li y Erica Xu mientras estaban en cuarentena durante la Pandemia de COVID-19. Li y Xu, que se conocieron mientras estudiaban en la Universidad de Waterloo, ya habían colaborado en el desarrollo de varios proyectos. Obsidian se lanzó inicialmente el 30 de marzo de 2020. La versión 1.0.0 se publicó en octubre de 2022. La versión 1.1, que añadía el complemento base (core plugin) «Canvas», se publicó en diciembre de 2022.
En febrero de 2023, Steph Ango, conocido constructor de la comunidad, se sumó a Obsidian como CEO. 

## Características
Obsidian está desarrollada con Electron. Es una aplicación multiplataforma disponible para Windows, Linux y macOS, y también para dispositivos móviles con sistema operativo Android e IOS. No existe una versión web del programa.
Obsidian opera sobre una carpeta de documentos de texto; cada nueva nota en Obsidian genera un nuevo documento de texto, y todos los documentos se pueden buscar desde dentro de la aplicación. Obsidian permite la vinculación interna entre las notas y crea un grafo interactivo que visualiza las relaciones entre las notas. El formato de texto en Obsidian se logra a través de Markdown, pero Obsidian proporciona la vista previa instantánea de texto con formato.

## Complementos y temas
Se pueden personalizar las versiones de Obsidian para todas los dispositivos mediante la adición de extensiones y temas, que permiten a los usuarios ampliar la funcionalidad del programa con características adicionales o la integración con otras herramientas. Obsidian diferencia entre complementos base, que son liberados y mantenidos por el equipo de Obsidian como Canvas, Navegador Integrado o la Sincronización entre dispositivos, y complementos de la comunidad, que son de código abierto a través de GitHub y son aportados por los usuarios. Ejemplos de complementos de la comunidad incluyen un tablero de tareas de estilo Kanban, un widget de calendario,utilidades para automatizar procesos, editar documentos, realizar bocetos y complementos que permiten incorporar inteligencias artificiales para analizar las notas en masa. Hay más de más de mil temas creados por la comunidad para utilizar con la aplicación, además de la posibilidad de crear uno propio.
En 2024, agregaron la extensión para navegador Web Clipper, que permite convertir páginas web en notas dentro de tu bóveda de Obsidian con un solo clic.

## Seguimiento
Cuenta con un foro y un canal de Discord, hospedados por los desarrolladores. También su CEO, Steph Ango, comparte avances de futuras implementaciones en su perfil de Twitter/X.